# Lutzmannsburg
Lutzmannsburg (ungerska: Locsmánd, kroatiska: Lucman) är en ort och kommun i Österrike. Den ligger i distriktet Oberpullendorf i förbundslandet Burgenland, i den östra delen av landet, 90 km söder om huvudstaden Wien. Kommunen gränsar i öster och söder till Ungern.
Kommunen består av två orter (Ortschaften) (inom parentes invånarantal 1 januari 2024):
- Lutzmannsburg (584)
- Strebersdorf (253)